# Amarygmus
Amarygmus es una especie de escarabajo de la familia Tenebrionidae.

## Especies
- Amarygmus abdominalis
- Amarygmus adversus
- Amarygmus alius
- Amarygmus binarius
- Amarygmus browni
- Amarygmus brunneotibialis
- Amarygmus caesius
- Amarygmus claviger
- Amarygmus consobrinus
- Amarygmus cuprarius
- Amarygmus egenus
- Amarygmus expositus
- Amarygmus externus
- Amarygmus fakfakensis
- Amarygmus festivus
- Amarygmus fordi
- Amarygmus fuliginosus
- Amarygmus greensladei
- Amarygmus gressitti
- Amarygmus honestus
- Amarygmus hydrophiloides
- Amarygmus lividus
- Amarygmus longicornis
- Amarygmus mimarius
- Amarygmus niger
- Amarygmus nigroopacus
- Amarygmus novus
- Amarygmus oculeus
- Amarygmus orientalis
- Amarygmus parallelus
- Amarygmus pauper
- Amarygmus propensus
- Amarygmus remotus
- Amarygmus repellens
- Amarygmus rufidorsis
- Amarygmus salomonis
- Amarygmus shanahani
- Amarygmus skalei
- Amarygmus splendidulus
- Amarygmus toliensis
- Amarygmus venetus
- Amarygmus violatinctus
- Amarygmus virtus
- Amarygmus watti
- Amarygmus zoltani